# Línguas élficas da Terra Média

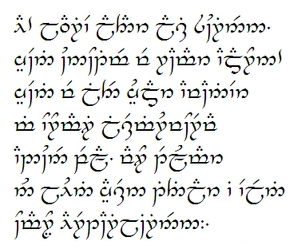
A primeira estrofe do poema em Quenya "Namárië" de Tolkien, escrita em sua escrita en.

As línguas élficas da Terra Média, construídas por J. R. R. Tolkien, incluem o Quenya e o Sindarin. Essas eram as diversas línguas faladas pelos Elfos da Terra Média à medida que se desenvolviam como sociedade ao longo das Eras. Em sua busca por realismo e por seu amor pela linguagem, Tolkien era especialmente fascinado pelo desenvolvimento e evolução das línguas ao longo do tempo. Ele criou duas línguas quase completamente desenvolvidas e uma dúzia de outras em estágios iniciais, enquanto estudava e reproduzia a forma como as línguas se adaptam e transformam. Como filólogo profissional, ele dedicou muito tempo às suas línguas construídas. Em uma coleção de cartas escritas por ele, publicada postumamente por seu filho, Christopher Tolkien, ele afirmou que começou as histórias ambientadas em seu mundo secundário, o reino da Terra Média, não com os personagens ou a narrativa, como se poderia supor, mas com um conjunto de línguas criadas. As histórias e personagens servem como canais para dar vida a essas línguas. A invenção de línguas sempre foi uma peça crucial na mitologia e na "construção de mundo" de Tolkien. Como ele afirmou:
| “ | A invenção de línguas é a base. As 'histórias' foram criadas mais para proporcionar um mundo para as línguas do que o contrário. Para mim, o nome vem primeiro, e a história segue. | ” |

Tolkien criou sistemas de escrita para suas línguas élficas, dos quais os mais conhecidos são Sarati [en], Tengwar [en] e Cirth [en].

## História externa

### Construção das línguas
J. R. R. Tolkien começou a construir sua primeira língua élfica por volta de 1910–1911, enquanto estava na King Edward's School, Birmingham [en], e que mais tarde ele nomeou Quenya (por volta de 1915). Naquela época, Tolkien já estava familiarizado com Latim, Grego, Italiano, Espanhol e três línguas germânicas antigas: Gótico, Nórdico antigo e Inglês antigo. Ele havia inventado vários códigos criptográficos, como Animalic, e duas ou três línguas construídas, incluindo Naffarin. Então, descobriu o Finlandês, que ele descreveu muitos anos depois como "como descobrir uma adega completa cheia de garrafas de um vinho incrível de um tipo e sabor nunca provados antes. Isso me deixou completamente inebriado."
| “ | Os ingredientes do Quenya são variados, mas trabalhados em um caráter autocoerente, não precisamente como qualquer língua que conheço. O Finlandês, que encontrei quando comecei a construir uma 'mitologia', foi uma influência dominante [en], mas essa influência foi muito reduzida [agora no Quenya tardio]. Ela sobrevive em algumas características: como a ausência de combinações consonantais iniciais, a ausência de consoantes oclusivas sonoras b, d, g (exceto em mb, nd, ng, ld, rd, que são favorecidos) e a preferência por terminações como -inen, -ainen, -oinen, além de alguns pontos gramaticais, como as terminações flexionais -sse (repouso em ou no), -nna (movimento para, em direção a) e -llo (movimento a partir de); os possessivos pessoais também são expressos por sufixos; não há gênero. | ” |

Tolkien, com seu Quenya, buscava um duplo objetivo estético: "clássico e flexionado". Esse impulso, de fato, foi a motivação para a criação de sua 'mitologia'. Enquanto a língua se desenvolvia, ele precisava de falantes, uma história para esses falantes e todas as dinâmicas reais, como guerras e migrações: "Foi principalmente linguístico em inspiração e começou para fornecer o necessário pano de fundo 'histórico' para as línguas élficas".
As línguas élficas passaram por inúmeras revisões na gramática, principalmente na conjugação e no sistema pronominal. O vocabulário élfico não estava sujeito a mudanças súbitas ou extremas, exceto durante a primeira fase conceitual, por volta de 1910–1920. Tolkien às vezes alterava o "significado" de uma palavra élfica, mas quase nunca a descartava após inventá-la, continuando a refinar seu significado e criando inúmeros sinônimos. Além disso, a etimologia élfica estava em constante fluxo. Tolkien se deleitava em inventar novos etimons para seu vocabulário élfico.
Desde o início, Tolkien usou a filologia comparativa e o modelo de árvore [en] como suas principais ferramentas em suas línguas construídas. Ele geralmente começava com o sistema fonológico da protolíngua e, em seguida, prosseguia inventando para cada língua filha [en] os muitos mecanismos de mudança sonora necessários.
| “ | Eu acho a construção e a inter-relação das línguas um prazer estético em si, independentemente de O Senhor dos Anéis, do qual era/é, de fato, independente. | ” |

Tolkien afirmou que intencionalmente projetou o Sindarin em relação ao Quenya como o galês medieval está para o latim. Nelson Goering analisou essa afirmação, considerando-a amplamente razoável, desde que as relações sejam permitidas de diferentes tipos.
| Língua élfica                                                           | Características | Semelhanças | Língua europeia                                                 |
| ----------------------------------------------------------------------- | --- | --- | --------------------------------------------------------------- |
| Quenya "cobra", um nome leuka, Makalaure                                | Língua elevada, "Latim Élfico" 1) "Usada para cerimônias e altos assuntos de saber e canção" 2) Sistema de escrita semelhante ao latim       | Paralelos culturais entre Quenya e Latim: língua antiga, agora em uso erudito                                       | Latim "fonte", "estado" fontana, civitat                        |
| Sindarin mudou mais que o Quenya a partir do Eldarin antigo lŷg, Maglor | Língua coloquial 1) Mutações consonantais iniciais 2) Estrutura fonológica geral 3) Mutação-i (umlaut-i) para formar plurais de substantivos | Paralelos linguísticos entre Sindarin e Galês: Sindarin foi projetado "para se assemelhar ao galês fonologicamente" | Galês palavras emprestadas e adaptadas do latim ffynnon, ciwdod |

No início dos anos 1930, Tolkien decidiu que a protolíngua dos Elfos era o Valarin, a língua dos deuses ou Valar: "A língua dos Elfos derivou inicialmente dos Valar, mas eles a modificam mesmo ao aprendê-la, e, além disso, a modificaram e enriqueceram constantemente em todos os tempos por sua própria invenção." Em suas Tabelas Comparativas, Tolkien descreve os mecanismos de mudança sonora nas seguintes línguas filhas: Qenya, Lindarin (um dialeto de Qenya), Telerin, Noldorin Antigo (ou Fëanorian), Noldorin (ou Gondolinian), Ilkorin (especialmente de Doriath), Danian de Ossiriand, Danian Oriental, Taliska, Lemberin Ocidental, Lemberin Setentrional e Lemberin Oriental.
Durante sua vida, J. R. R. Tolkien nunca deixou de experimentar suas línguas construídas, que passaram por muitas revisões. Elas tinham várias gramáticas com diferenças substanciais entre diferentes estágios de desenvolvimento. Após a publicação de O Senhor dos Anéis (1954–1955), as regras gramaticais de suas principais línguas élficas, Quenya, Telerin e Sindarin, sofreram poucas mudanças (este é o Élfico tardio 1954–1973).

### Publicação dos documentos linguísticos de Tolkien
Os documentos linguísticos publicados em Vinyar Tengwar e Parma Eldalamberon estão listados na aba "Leituras adicionais" deste artigo.
Duas revistas (Vinyar Tengwar [en], a partir de sua edição 39, de julho de 1998, e Parma Eldalamberon [en], a partir de sua edição 11, de 1995) são exclusivamente dedicadas à edição e publicação da vasta quantidade de documentos linguísticos inéditos de J.R.R. Tolkien, incluindo aqueles omitidos por Christopher Tolkien em "The History of Middle-earth [en]".

## História interna

### Na época doLhammaseThe Etymologies, 1937
As línguas élficas formam uma família de várias línguas e dialetos relacionados. Em 1937, Tolkien esboçou o Lhammas e The Etymologies [en], ambos editados e publicados em 1987 em O Caminho Perdido e Outros Escritos [en]. Eles retratam uma árvore de línguas análoga à das Línguas indo-europeias que Tolkien conhecia como filólogo.

Árvores das línguas élficas e indo-europeias comparadas. Tolkien, um filólogo, tinha grande interesse pela evolução das famílias linguísticas e modelou suas línguas fictícias e sua evolução com base em línguas reais. Os nomes das línguas e sua evolução mostrados para a Terra Média são conforme usados no Lhammas de 1937.

Isso era internamente consistente, exceto por um aspecto. Central para a história era a história dos Noldor. Sua língua, o Noldorin, evoluía muito lentamente na atmosfera imutável de Valinor. Tolkien havia desenvolvido sua linguística em algum detalhe. Com o retorno dos Noldor a Beleriand, a língua era claramente distinta do Qenya, sugerindo uma mudança rápida. Enquanto trabalhava em O Senhor dos Anéis, logo após a publicação de O Hobbit em 1937, essa questão o preocupava. Ele encontrou uma solução radical: os Noldor adotaram a língua local, o Sindarin, falada pelos Sindar ou Elfos Cinzentos, quando se estabeleceram em Beleriand. Isso permitiu que o Noldorin fosse, de maneira mais plausível, um dialeto pouco alterado do Quenya; e liberou o material linguístico desenvolvido por Tolkien para ser redesignado como Sindarin, que teria tido um longo tempo para evoluir na Terra Média. Essa foi, até certo ponto, uma solução complicada, pois o Sindarin tinha origens bem diferentes e poderia ter evoluído de forma distinta. Tolkien reformulou sua "Árvore de Línguas" de acordo.

Evolução das línguas élficas conforme descrito no Lhammas e assumido em The Etymologies, 1937
Evolução das línguas élficas após Tolkien começar a desenvolver O Senhor dos Anéis, a partir de 1938. O Sindarin substituiu o Noldorin. O 'novo' Noldorin é apenas o dialeto pouco distinto dos Noldor do Quenya.

The Etymologies é o dicionário etimológico [en] de Tolkien das línguas élficas, contemporâneo ao Lhammas. É uma lista de raízes da língua Proto-Élfica, a partir da qual ele construiu suas várias línguas élficas, especialmente Quenya, Noldorin e Ilkorin. The Etymologies, nunca destinadas à publicação, não formam um todo unificado, mas incorporam camadas de mudanças. Na introdução a The Etymologies, Christopher Tolkien escreveu que seu pai estava "mais interessado nos processos de mudança do que em exibir a estrutura e o uso das línguas em um dado momento."

Etimologia de 'Glamdring' nas línguas élficas de Tolkien, conforme descrito em The Etymologies de 1937. O Noldorin está no lugar que logo seria ocupado pelo Sindarin.

### ComO Senhor dos Anéis
A história das línguas élficas, conforme concebida por Tolkien a partir do momento em que começou a trabalhar em O Senhor dos Anéis, é que todas elas se originaram do Quendian Primitivo ou Quenderin, a protolíngua de todos os Elfos que despertaram juntos no extremo leste da Terra Média, Cuiviénen, e começaram "naturalmente" a criar uma língua. Com a Cisão dos Elfos, todas as línguas élficas são presumidas como descendentes desse ancestral comum, incluindo as duas línguas que Tolkien desenvolveu mais completamente, Quenya e Sindarin, como mostrado no diagrama de árvore.
| Telerin | \| \| Telerin (Silvano) \| \| \| \| \| \| Nandorin \| \| \| \| \| \| Sindarin \| \| \| \| |
| Comum   | \| \| Telerin (Silvano) \| \| \| \| \| \| Nandorin \| \| \| \| \| \| Sindarin \| \| \| \| |
|         | Quenya Noldorin (posteriormente, Quenya Exílico)                                          |
|         |                                                                                           |
|         | Quenya Vanyarin                                                                           |
|         |                                                                                           |
|         | Telerin (Silvano)                                                                         |
|         |                                                                                           |
|         | Nandorin                                                                                  |
|         |                                                                                           |
|         | Sindarin                                                                                  |
|         |                                                                                           |

|  | Telerin (Silvano) |
|  |                   |
|  | Nandorin          |
|  |                   |
|  | Sindarin          |
|  |                   |

| Telerin | \| \| Telerin (Silvano) \| \| \| \| \| \| Nandorin \| \| \| \| \| \| Sindarin \| \| \| \| |
| Comum   | \| \| Telerin (Silvano) \| \| \| \| \| \| Nandorin \| \| \| \| \| \| Sindarin \| \| \| \| |
|         | Quenya Noldorin (posteriormente, Quenya Exílico)                                          |
|         |                                                                                           |
|         | Quenya Vanyarin                                                                           |
|         |                                                                                           |
|         | Telerin (Silvano)                                                                         |
|         |                                                                                           |
|         | Nandorin                                                                                  |
|         |                                                                                           |
|         | Sindarin                                                                                  |
|         |                                                                                           |

|  | Telerin (Silvano) |
|  |                   |
|  | Nandorin          |
|  |                   |
|  | Sindarin          |
|  |                   |

Em detalhe, Tolkien inventou duas subfamílias (subgrupos) das línguas élficas. "A língua dos Quendelie (Elfos) foi assim, muito cedo, dividida nos ramos Eldarin e Avarin". Esses ramos se subdividiram ainda mais, como segue:
- Avarin é a língua de vários Elfos dos Clãs Segundo e Terceiro, que recusaram ir para Valinor. Ela se desenvolveu em pelo menos seis línguas Avarin.
- Eldarin Comum é a língua dos três clãs dos Eldar durante a Grande Marcha para Valinor. Ela se desenvolveu em:
  - Quenya, a língua dos Elfos em Valinor (Eldamar) além-mar; ela se dividiu em:
    - Quenya Vanyarin ou Quendya, fala coloquial dos Vanyar, os Elfos do Primeiro Clã;
    - Quenya Noldorin (e posteriormente Quenya Exílico, quando os Noldor se mudaram de Valinor para Beleriand), fala coloquial dos Noldor, os Elfos do Segundo Clã.

  - Telerin Comum, a língua inicial de todos os Teleri
    - Telerin, a língua dos Teleri, Elfos do Terceiro Clã, vivendo em Tol Eressëa e Alqualondë em Valinor.
    - Nandorin, a língua dos Nandor, um ramo do Terceiro Clã. Ela se desenvolveu em várias línguas Nandorin e Silvana.
    - Sindarin é a língua dos Sindar, um ramo do Terceiro Clã, que habitavam Beleriand. Seus dialetos incluem Doriathrin, em Doriath; Falathrin, nas Falas de Beleriand; Sindarin Setentrional, em Dorthonion e Hithlum; Sindarin Noldorin, falado pelos Noldor Exilados.

Línguas élficas mapeadas para a Cisão dos Elfos: Línguas (como Quenya [azul]) são mostradas em Negrito Azul; exemplos são as palavras para "Elfos" nessas línguas (como "Quendi"), mostradas em Itálico Preto. Estas estão sobrepostas em um mapa de Arda, com en à esquerda, Terra Média à direita, as setas e rótulos verdes mostrando as migrações dos clãs élficos. Os Elfos mais baixos, os Avari, fragmentaram-se em muitos clãs com línguas diferentes. As localizações são diagramáticas.

### Filologia fictícia
Uma tradição de estudo filológico das línguas élficas existe dentro da ficção das histórias-moldura de Tolkien:
| “ | Os estágios mais antigos do Quenya eram, e sem dúvida ainda são, conhecidos pelos mestres do saber dos Eldar. Parece, por essas notas, que, além de certas canções antigas e compilações de saber preservadas oralmente, também existiam alguns livros e muitas inscrições antigas. | ” |

Os filólogos élficos são chamados de Lambengolmor; em Quenya, lambe significa "língua falada" ou "comunicação verbal". Membros conhecidos dos Lambengolmor foram Rúmil, que inventou a primeira escrita élfica (o Sarati), Fëanor, que mais tarde aprimorou e desenvolveu esse sistema em seu Tengwar, que posteriormente foi levado para a Terra Média pelos Noldor exilados e permaneceu em uso desde então, e Pengolodh, a quem são atribuídas muitas obras, incluindo o Osanwe-kenta e o Lhammas ou "O 'Relato das Línguas' que Pengolodh de Gondolin escreveu em dias posteriores em Tol-eressëa".

### Escritas élficas

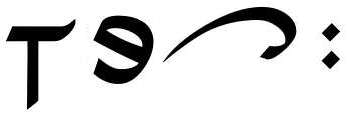
"Sarati" na primeira escrita élfica de Tolkien, Sarati

Tolkien escreveu a maioria das amostras das línguas élficas usando o alfabeto latino, mas, dentro da ficção, ele imaginou diversos sistemas de escrita para seus Elfos. Os mais conhecidos são os "Tengwar de Fëanor", mas o primeiro sistema que ele criou, por volta de 1919, é o "Tengwar de Rúmil", também chamado de Sarati. Em ordem cronológica, as scripts de Tolkien são:
1. Tengwar de Rúmil ou Sarati
2. Runas de Gondolin [en] (Runas usadas na cidade de Gondolin)
3. Escrita Valmárica
4. Andyoqenya
5. Qenyatic
6. Tengwar de Fëanor
7. O Cirth de Daeron

### J. R. R. Tolkien
1. ↑  (Carpenter 2023, #165 para Houghton Mifflin, junho de 1955)
2. ↑  (Carpenter 2023, #214 para A. C. Nunn, final de 1958)
3. ↑  De uma carta para W. R. Matthews, datada de 13 a 15 de junho de 1964, publicada em Parma Eldalamberon 17, p. 135
4. ↑  Parma Eldalamberon 17, p. 135
5. ↑  (Tolkien 1954a, Prefácio à Segunda Edição)
6. ↑  Carta de Tolkien a um leitor, publicada em Parma Eldalamberon 17, p. 61
7. ↑  J.R.R. Tolkien, "Lambion Ontale: Descent of Tongues“ ["Lambion Ontale: Descida das Línguas"], ”Tengwesta Qenderinwa" 1, Parma Eldalamberon 18, p. 23.
8. ↑  Parma Eldalamberon, 19, pp. 18-28
9. 1 2  (Tolkien 1987, Parte 2, capítulo 5, “Os Lhammas”)
10. ↑  (Tolkien 1987, pp. 377–385 (introdução de Christopher Tolkien))
11. ↑  (Tolkien 1987, pp. 378–379)
12. ↑  (Tolkien 1987, pp. 385–448 As Etimologias)
13. 1 2  J.R.R. Tolkien, “Tengwesta Qenderinwa”, Parma Eldalamberon 18, p. 72
14. ↑  (Tolkien 1994, "Quendi and Eldar")
15. 1 2  J.R.R. Tolkien, “Outline of Phonology” [“Esboço de Fonologia”], Parma Eldalamberon 19, p. 68
16. ↑  (Tolkien 1987, "O Lhammas")

- Carpenter, Humphrey (2023). The Letters of J. R. R. Tolkien: Revised and Expanded Edition [As Cartas de J. R. R. Tolkien: Edição Revisada e Ampliada]. Nova Iorque: Harper Collins. ISBN 978-0-35-865298-4
- Tolkien, J. R. R. (1954a). The Lord of the Rings: The Fellowship of the Ring [O Senhor dos Anéis: A Sociedade do Anel]. Boston: Houghton Mifflin. OCLC 9552942
- Tolkien, J. R. R. (1987).  Tolkien, Christopher, ed. The Lost Road and Other Writings [A Estrada Perdida e Outros Escritos]. Boston: Houghton Mifflin. pp. 341–400. ISBN 0-395-45519-7
- Tolkien, J.R.R. (1994).  Tolkien, Christopher, ed. The War of the Jewels [A Guerra das Jóias]. [S.l.]: Houghton Mifflin. ISBN 978-0261103146

## Leituras adicionais